# Irène Monesi
Irène Monesi (parfois Monési) est le pseudonyme d'une écrivaine française, née en 1922.
Elle eut « une enfance passée dans des pensionnats de Paris ou de province » — le Collège de filles à Cahors, Sainte-Marie de Neuilly, le Collège féminin de Bouffémont — « C'est-à-dire qu'elle n'a pas eu le même bonheur que la plupart des enfants. ». Entre 1943 et 1946, elle fit les études de psychologie à Toulouse avec l'abbé Jean Plaquevent,. Son orientation fut freudienne. C'est à Toulouse qu'elle rencontra son mari.
Avant la publication de son premier roman en 1957, elle écrivit des récits pour enfants et quatre pièces de théâtre, bénéficiant de l'encouragement de Pierre-Aimé Touchard. Elle reçut notamment le Prix Femina en 1966 pour Nature morte devant la fenêtre, et elle est considérée comme l’une « des pionnières dans l’écriture du désir et du désespoir lesbien ». Il semble que Monesi ait largement interdit la réédition, la traduction et l'adaptation de ses livres, qui n'existent, à des rare exceptions près, que dans leurs éditions originales.
On ne sait presque rien d’autre de sa vie. Elle n'a pas été tout à fait invisible — faisant quelques apparitions médiatiques dans les années 1960 — mais ceux qui connaissent sa véritable identité restent discrets.

## Œuvres
- 1957 : Althia, Seuil
- 1960 : Cet acte tendre, Buchet-Chastel
- 1961 : Les Banderilles, Buchet-Chastel
- 1963 : Les Pères insolites, Buchet-Chastel
- 1964 : Le Faux-fuyant, Buchet-Chastel
- 1966 : Nature morte devant la fenêtre, Mercure de France — Prix Femina
- 1966 : Une tragédie superflue, Mercure de France
- 1971 : Un peuple de colombes, Mercure de France
- 1972 : Vie d'une bête, Mercure de France
- 1974 : L'Amour et le Dédain, Mercure de France
- 1977 : Les Mers profondes, Mercure de France
- 1981 : La Voie lactée, Gallimard
- 1985 : Le Parcours du brigadier Sonloup, Gallimard